# Willcox
Willcox – miasto w Stanach Zjednoczonych, w stanie Arizona, w hrabstwie Cochise.